# Европско првенство у рукомету за жене 2016.
12. Европско првенство у рукомету за жене одржано је у Шведској од 4. децембра до 18. децембра 2016. године. То је било други пут да се Европско првенство одржава у Шведској. Шведска је добила домаћинство на ЕХФ конгресу који је одржан у Монаку 23. јуна 2012. године. Финале је одиграно у Скандинавијум арени, у Гетеборгу. Норвешка је одбранила титулу и освојила седму титулу првака Европе, победом у финалу против Холандије 30:29. Француска је освојила бронзу, победом 25:23 против Данске.

## Градови домаћини
Шведска је своје прелиминарне мечеве играла у Стокхолму. Норвешка у Хелсинбургу, а Данска у Малмеу.
| Стокхолм               | Гетеборг                        | Малме                                      | Кристијанстад                        | Хелсингборг                        |
| Ховет Капацитет: 8,094 | Скандинавијум Капацитет: 12,044 | Спортска дворана у Малмеу Капацитет: 5,339 | Кристијанстад арена Капацитет: 4,700 | Хелсингборг арена Капацитет: 4,700 |
| Група А                | Други круг група 1 Завршни круг | Група Ц                                    | Група Б                              | Група Д Други круг група 2         |
|                        |                                 |                                            |                                      |                                    |

## Квалификације

### Квалификоване екипе
| Репрезентација | Квалиф. као                  | Датум квалификације | Претходна учешћа на првенству                                                    |
| -------------- | ---------------------------- | ------------------- | -------------------------------------------------------------------------------- |
| Шведска        | Домаћин                      | 23. јуна 2012.      | 9 (1994., 1996., 2002., 2004., 2006., 2008., 2010., 2012., 2014)                 |
| Русија         | Победник групе 6             | 12. марта 2016.     | 11 (1994., 1996., 1998., 2000., 2002., 2004., 2006., 2008., 2010., 2012., 2014)  |
| Француска      | Победник групе 7             | 12. марта 2016.     | 8 (2000., 2002., 2004., 2006., 2008., 2010., 2012., 2014)                        |
| Мађарска       | Победник групе 5             | 1. јуна 2016.       | 11 (1994., 1996., 1998., 2000., 2002., 2004., 2006., 2008., 2010., 2012., 2014)  |
| Норвешка       | Победник групе 1             | 1. јуна 2016.       | 11 (1994., 1996., 1998., 2000., 2002., 2004., 2006., 2008., 2010., 2012., 2014.) |
| Румунија       | Другопласирани у групи 1     | 1. јуна 2016.       | 10 (1994., 1996.,1998., 2000., 2002., 2004., 2008., 2010., 2012., 2014)7         |
| Србија         | Победник групе 2             | 1. јуна 2016.       | 8 (2000., 2002., 2004., 2006., 2008., 2010., 2012., 2014)                        |
| Чешка          | Другопласирана у групи 2     | 1. јуна 2016.       | 4 (1994., 2002., 2004., 2012)                                                    |
| Холандија      | Победник групе 3             | 1. јуна 2016.       | 5 (1998., 2002., 2006., 2010., 2014)                                             |
| Шпанија        | Другопласирана у групи 3     | 1. јуна 2016.       | 8 (1998., 2002., 2004., 2006., 2008., 2010., 2012., 2014)                        |
| Пољска         | Другопласирана у групи 5     | 1. јуна 2016.       | 4 (1996., 1998., 2006., 2014)                                                    |
| Немачка        | Другопласирана у групи 7     | 1. јуна 2016.       | 11 (1994., 1996., 1998., 2000., 2002., 2004., 2006., 2008., 2010., 2012., 2014)  |
| Црна Гора      | Победник групе 4             | 2. јуна 2016.       | 3 (2010., 2012., 2014)                                                           |
| Хрватска       | Другопласирана у групи 4     | 2. јуна 2016.       | 8 (1994., 1996., 2004., 2006., 2008., 2010., 2012., 2014)                        |
| Данска         | Другопласирана у групи 6     | 2. јуна 2016.       | 11 (1994., 1996., 1998., 2000., 2002., 2004., 2006., 2008., 2010., 2012., 2014)  |
| Словенија      | Најбоља трећепласирана екипа | 5. јуна 2016.       | 4 (2002., 2004., 2006., 2010)                                                    |

- Болдоване су репрезентације које су освојиле Европско првенство те године.

## Жреб
Жреб је одржан 10. јуна 2016. у 13.00 по локалном времену у Лизерберхалену у Гетеборгу, Шведска.
| Шешир 1                                      | Шешир 2                                  | Шешир 3                                 | Шешир 4                                 |
| -------------------------------------------- | ---------------------------------------- | --------------------------------------- | --------------------------------------- |
| - Норвешка - Холандија - Шведска - Црна Гора | - Француска - Мађарска - Русија - Србија | - Шпанија - Данска - Румунија - Немачка | - Пољска - Хрватска - Чешка - Словенија |

## Судије
14 судија је номиновано за суђење на Европском првенству, изабрани су 17. јуна 2016.
| Судије    | Судије                           |
| --------- | -------------------------------- |
| Хрватска  | Далибор Јуриновић Марко Мрвица   |
| Данска    | Карина Христијансен Лине Хансен  |
| Мађарска  | Петер Хорват Балаж Мартон        |
| Литванија | Викторија Кијаускате Ашра Жалине |
| Норвешка  | Ђерсти Арнцен Гуро Рен           |
| Пољска    | Јоана Брехмер Агњешка Сковронек  |

| Судије   | Судије                                 |
| -------- | -------------------------------------- |
| Румунија | Дијана Кармен Флореску Анамарија Стоја |
| Русија   | Викторија Алпаидзе Татјана Березкина   |
| Србија   | Вања Антић Јелена Јаковљевић           |
| Словачка | Петер Бруновски Владимир Чанда         |
| Шпанија  | Андре Марин Игнасио Гарсија            |
| Шведска  | Мирза Куртагић Матијас Ветервик        |

## Групна фаза
Распоред утакмица је објављен 16. јуна 2016.

### Група А
| 4. децембар 2016. 15:15 | Србија         | 36:34   | Словенија | Ховет, Стокхолм Гледалаца: 6.000 Судије: Арнцен,Рен (НОР) |
| 4. децембар 2016. 15:15 | Радосављевић 8 | (17:16) | Мавсар 9  | Ховет, Стокхолм Гледалаца: 6.000 Судије: Арнцен,Рен (НОР) |
| 4. децембар 2016. 15:15 | 3× 2×          | Детаљи  | 3× 2×     | Ховет, Стокхолм Гледалаца: 6.000 Судије: Арнцен,Рен (НОР) |

| 4. децембар 2016. 18:00 | Шведска       | 25:19   | Шпанија  | Ховет, Стокхолм Гледалаца: 7.900 Судије: Јуриновић, Мрвица (ХРВ) |
| 4. децембар 2016. 18:00 | Алм, Хагман 5 | (14:10) | Мартин 7 | Ховет, Стокхолм Гледалаца: 7.900 Судије: Јуриновић, Мрвица (ХРВ) |
| 4. децембар 2016. 18:00 | 3× 2×         | Детаљи  | 3× 4×    | Ховет, Стокхолм Гледалаца: 7.900 Судије: Јуриновић, Мрвица (ХРВ) |

| 6. децембар 2016. 18:30 | Србија         | 25:23  | Шпанија  | Ховет, Стокхолм Гледалаца: 2.700 Судије: Христијансен, Хансен (ДАН) |
| 6. децембар 2016. 18:30 | Крпеж Слезак 6 | (8:11) | Мартин 6 | Ховет, Стокхолм Гледалаца: 2.700 Судије: Христијансен, Хансен (ДАН) |
| 6. децембар 2016. 18:30 | 3× 1×          | Детаљи | 4× 3×    | Ховет, Стокхолм Гледалаца: 2.700 Судије: Христијансен, Хансен (ДАН) |

| 6. децембар 2016. 20:45 | Словенија | 25:23   | Шведска  | Ховет, Стокхолм Гледалаца: 3.700 Судије: Флореску, Стоја (РУМ) |
| 6. децембар 2016. 20:45 | Мавсар 6  | (13:13) | Гулден 9 | Ховет, Стокхолм Гледалаца: 3.700 Судије: Флореску, Стоја (РУМ) |
| 6. децембар 2016. 20:45 | 3×        | Детаљи  | 3× 2×    | Ховет, Стокхолм Гледалаца: 3.700 Судије: Флореску, Стоја (РУМ) |

| 8. децембар 2016. 18:30 | Шпанија | 30:18  | Словенија | Ховет, Стокхолм Гледалаца: 3100 Судије: Хорват, Мартон (МАЂ) |
| 8. децембар 2016. 18:30 | Пена 6  | (14:5) | Мавсар 5  | Ховет, Стокхолм Гледалаца: 3100 Судије: Хорват, Мартон (МАЂ) |
| 8. децембар 2016. 18:30 | 4× 3×   | Детаљи | 5× 3×     | Ховет, Стокхолм Гледалаца: 3100 Судије: Хорват, Мартон (МАЂ) |

| 8. децембар 2016. 20:45 | Шведска | 30:30   | Србија                                  | Ховет, Стокхолм Гледалаца: 5.200 Судије: Алпаидзе, Березкина (РУС) |
| 8. децембар 2016. 20:45 | Санд 8  | (15:18) | Радосављевић, Крпез Слезак, Поп Лазић 5 | Ховет, Стокхолм Гледалаца: 5.200 Судије: Алпаидзе, Березкина (РУС) |
| 8. децембар 2016. 20:45 | 5× 2×   | Детаљи  | 4× 2×                                   | Ховет, Стокхолм Гледалаца: 5.200 Судије: Алпаидзе, Березкина (РУС) |

|    | Репрезентација | Ут. | Поб. | Н. | Пор. | Пос. | При. | Гр. | Бод. |
| -- | -------------- | --- | ---- | -- | ---- | ---- | ---- | --- | ---- |
| 1. | Србија         | 3   | 2    | 1  | 0    | 91   | 87   | +4  | 5    |
| 2. | Шведска        | 3   | 1    | 1  | 1    | 78   | 74   | +4  | 3    |
| 3. | Шпанија        | 3   | 1    | 0  | 2    | 72   | 68   | +4  | 2    |
| 4. | Словенија      | 3   | 1    | 0  | 2    | 77   | 89   | -12 | 2    |

### Група Б
| 4. децембар 2016. 18:30 | Холандија     | 27:30   | Немачка | Кристијанстад арена, Кристијанстад Гледалаца: 2.026 Судије: Хорват, Мартон (Мађ) |
| 4. децембар 2016. 18:30 | Абинх, Грот 5 | (14:13) | Хубер 7 | Кристијанстад арена, Кристијанстад Гледалаца: 2.026 Судије: Хорват, Мартон (Мађ) |
| 4. децембар 2016. 18:30 | 2× 3× 1×      | Детаљи  | 4× 3×   | Кристијанстад арена, Кристијанстад Гледалаца: 2.026 Судије: Хорват, Мартон (Мађ) |

| 4. децембар 2016. 20:45 | Француска                       | 31:22  | Пољска | Кристијанстад арена, Кристијанстад Гледалаца: 1.750 Судије: Христијансен, Хансен (ДАН) |
| 4. децембар 2016. 20:45 | Нзе Минко, Дембеле, Колчински 5 | (15:9) | Гжиб 6 | Кристијанстад арена, Кристијанстад Гледалаца: 1.750 Судије: Христијансен, Хансен (ДАН) |
| 4. децембар 2016. 20:45 | 5× 3×                           | Детаљи | 3×     | Кристијанстад арена, Кристијанстад Гледалаца: 1.750 Судије: Христијансен, Хансен (ДАН) |

| 6. децембар 2016. 18:30 | Пољска   | 21:30   | Холандија    | Кристијанстад арена, Кристијанстад Гледалаца: 2.105 Судије: Алпаидзе, Березкина (РУС) |
| 6. децембар 2016. 18:30 | Војтас 5 | (11:14) | Абинх, Гос 5 | Кристијанстад арена, Кристијанстад Гледалаца: 2.105 Судије: Алпаидзе, Березкина (РУС) |
| 6. децембар 2016. 18:30 | 4× 2×    | Детаљи  | 4× 3×        | Кристијанстад арена, Кристијанстад Гледалаца: 2.105 Судије: Алпаидзе, Березкина (РУС) |

| 6. децембар 2016. 20:45 | Немачка     | 20:22   | Француска | Кристијанстад арена, Кристијанстад Гледалаца: 1.805 Судије: Јуриновић, Мрвица (ХРВ) |
| 6. децембар 2016. 20:45 | Нзе Минко 5 | (11:11) | Хубер 6   | Кристијанстад арена, Кристијанстад Гледалаца: 1.805 Судије: Јуриновић, Мрвица (ХРВ) |
| 6. децембар 2016. 20:45 | 2× 4×       | Детаљи  | 2×        | Кристијанстад арена, Кристијанстад Гледалаца: 1.805 Судије: Јуриновић, Мрвица (ХРВ) |

| 8. децембар 2016. 18:30 | Пољска  | 22:23   | Немачка | Кристијанстад арена, Кристијанстад Гледалаца: 1.875 Судије: Флореску, Стоја (РУМ) |
| 8. децембар 2016. 18:30 | Ахрук 7 | (10:12) | Хубер 7 | Кристијанстад арена, Кристијанстад Гледалаца: 1.875 Судије: Флореску, Стоја (РУМ) |
| 8. децембар 2016. 18:30 | 1× 3×   | Детаљи  | 3× 2×   | Кристијанстад арена, Кристијанстад Гледалаца: 1.875 Судије: Флореску, Стоја (РУМ) |

| 8. децембар 2016. 20:45 | Холандија | 18:17  | Француска   | Кристијанстад арена, Кристијанстад Гледалаца: 1.730 Судије: Арнцен, Рен (НОР) |
| 8. децембар 2016. 20:45 | Висер 5   | (7:12) | Нзе Минко 5 | Кристијанстад арена, Кристијанстад Гледалаца: 1.730 Судије: Арнцен, Рен (НОР) |
| 8. децембар 2016. 20:45 | 2× 1×     | Детаљи | 3×          | Кристијанстад арена, Кристијанстад Гледалаца: 1.730 Судије: Арнцен, Рен (НОР) |

|    | Репрезентација | Ут. | Поб. | Н. | Пор. | Пос. | При. | Гр. | Бод. |
| -- | -------------- | --- | ---- | -- | ---- | ---- | ---- | --- | ---- |
| 1. | Немачка        | 3   | 2    | 0  | 1    | 73   | 71   | +2  | 4    |
| 2. | Француска      | 3   | 2    | 0  | 1    | 70   | 60   | +10 | 4    |
| 3. | Холандија      | 3   | 2    | 0  | 1    | 75   | 68   | +7  | 4    |
| 4. | Пољска         | 3   | 0    | 0  | 3    | 65   | 84   | -18 | 0    |

### Група Ц
| 5. децембар 2016. 18:30 | Мађарска | 22:27   | Чешка                    | Малме Арена, Малме Гледалаца: 753 Судије: Кијаускате, Жалине (ЛИТ) |
| 5. децембар 2016. 18:30 | Коваћ 7  | (10:13) | Хрбкова, Вероника Мала 5 | Малме Арена, Малме Гледалаца: 753 Судије: Кијаускате, Жалине (ЛИТ) |
| 5. децембар 2016. 18:30 | 5× 2×    | Детаљи  | 3× 2×                    | Малме Арена, Малме Гледалаца: 753 Судије: Кијаускате, Жалине (ЛИТ) |

| 5. децембар 2016. 20:45 | Црна Гора  | 21:22   | Данска      | Малме Арена, Малме Гледалаца: 7.900 Судије: Бруновски, Чанда (ХРВ) |
| 5. децембар 2016. 20:45 | Кнежевић 7 | (11:14) | Јергенсен 9 | Малме Арена, Малме Гледалаца: 7.900 Судије: Бруновски, Чанда (ХРВ) |
| 5. децембар 2016. 20:45 | 3× 2×      | Детаљи  | 2× 3×       | Малме Арена, Малме Гледалаца: 7.900 Судије: Бруновски, Чанда (ХРВ) |

| 7. децембар 2016. 18:30 | Чешка     | 27:28   | Црна Гора              | Малме Арена, Малме Гледалаца: 654 Судије: Куртагић, Ветервик (ШВЕ) |
| 7. децембар 2016. 18:30 | Хрбкова 6 | (12:13) | Јауковић, Мехмедовић 7 | Малме Арена, Малме Гледалаца: 654 Судије: Куртагић, Ветервик (ШВЕ) |
| 7. децембар 2016. 18:30 | 3×        | Детаљи  | 7× 3×                  | Малме Арена, Малме Гледалаца: 654 Судије: Куртагић, Ветервик (ШВЕ) |

| 7. децембар 2016. 20:45 | Данска      | 23:19   | Мађарска | Малме Арена, Малме Гледалаца: 1.946 Судије: Брехмер, Сковронек (ПОЉ) |
| 7. децембар 2016. 20:45 | Јергенсен 5 | (12:10) | Гербиц 6 | Малме Арена, Малме Гледалаца: 1.946 Судије: Брехмер, Сковронек (ПОЉ) |
| 7. децембар 2016. 20:45 | 5× 3×       | Детаљи  | 3× 4×    | Малме Арена, Малме Гледалаца: 1.946 Судије: Брехмер, Сковронек (ПОЉ) |

| 9. децембар 2016. 18:30 | Црна Гора                                  | 14:21  | Мађарска | Малме Арена, Малме Гледалаца: 1.279 Судије: Марин, Гарсија (ШПА) |
| 9. децембар 2016. 18:30 | Рамусовић, Мехмедовић, Деспотовић, Грбић 2 | (6:11) | Гербиц 5 | Малме Арена, Малме Гледалаца: 1.279 Судије: Марин, Гарсија (ШПА) |
| 9. децембар 2016. 18:30 | 2× 3×                                      | Детаљи | 2× 3×    | Малме Арена, Малме Гледалаца: 1.279 Судије: Марин, Гарсија (ШПА) |

| 9. децембар 2016. 20:45 | Данска      | 33:29   | Чешка     | Малме Арена, Малме Гледалаца: 3.124 Судије: Антић, Јаковљевић (СРБ) |
| 9. децембар 2016. 20:45 | Јергенсен 9 | (13:17) | Ручкова 7 | Малме Арена, Малме Гледалаца: 3.124 Судије: Антић, Јаковљевић (СРБ) |
| 9. децембар 2016. 20:45 | 7× 3×       | Детаљи  | 5× 4×     | Малме Арена, Малме Гледалаца: 3.124 Судије: Антић, Јаковљевић (СРБ) |

|    | Репрезентација | Ут. | Поб. | Н. | Пор. | Пос. | При. | Гр. | Бод. |
| -- | -------------- | --- | ---- | -- | ---- | ---- | ---- | --- | ---- |
| 1. | Данска         | 3   | 3    | 0  | 0    | 78   | 69   | +9  | 6    |
| 2. | Чешка          | 3   | 1    | 0  | 2    | 83   | 83   | 0   | 2    |
| 3. | Мађарска       | 3   | 1    | 0  | 2    | 62   | 64   | -2  | 2    |
| 4. | Црна Гора      | 3   | 1    | 0  | 2    | 63   | 70   | -7  | 2    |

### Група Д
| 5. децембар 2016. 18:30 | Русија                       | 32:26   | Хрватска  | Хелсингборг арена, Хелсингборг Гледалаца: 2.571 Судије: Марин, Гарсија (ШПА) |
| 5. децембар 2016. 18:30 | Бобровникова, Жилинскајите 6 | (16:13) | Пенезић 8 | Хелсингборг арена, Хелсингборг Гледалаца: 2.571 Судије: Марин, Гарсија (ШПА) |
| 5. децембар 2016. 18:30 | 6× 2×                        | Детаљи  | 9× 4×     | Хелсингборг арена, Хелсингборг Гледалаца: 2.571 Судије: Марин, Гарсија (ШПА) |

| 5. децембар 2016. 20:45 | Норвешка | 23:21   | Румунија | Хелсингборг арена, Хелсингборг Гледалаца: 1.278 Судије: Брехмер, Сковронек (ПОЉ) |
| 5. децембар 2016. 20:45 | Мерк 7   | (13:11) | Неагу 6  | Хелсингборг арена, Хелсингборг Гледалаца: 1.278 Судије: Брехмер, Сковронек (ПОЉ) |
| 5. децембар 2016. 20:45 | 6× 3×    | Детаљи  | 4× 3×    | Хелсингборг арена, Хелсингборг Гледалаца: 1.278 Судије: Брехмер, Сковронек (ПОЉ) |

| 7. децембар 2016. 18:30 | Румунија         | 22:17  | Русија     | Хелсингборг арена, Хелсингборг Гледалаца: 1.279 Судије: Антић, Јаковљевић (СРБ) |
| 7. децембар 2016. 18:30 | Бучески, Неагу 7 | (11:9) | Постнова 4 | Хелсингборг арена, Хелсингборг Гледалаца: 1.279 Судије: Антић, Јаковљевић (СРБ) |
| 7. децембар 2016. 18:30 | 4× 3×            | Детаљи | 2×         | Хелсингборг арена, Хелсингборг Гледалаца: 1.279 Судије: Антић, Јаковљевић (СРБ) |

| 7. децембар 2016. 20:45 | Хрватска  | 16:34  | Норвешка   | Хелсингборг арена, Хелсингборг Гледалаца: 1.375 Судије: Кијаускате, Жалине (ЛТУ) |
| 7. децембар 2016. 20:45 | Пенезић 4 | (9:15) | Фрафјорд 6 | Хелсингборг арена, Хелсингборг Гледалаца: 1.375 Судије: Кијаускате, Жалине (ЛТУ) |
| 7. децембар 2016. 20:45 | 6× 2× 1×  | Детаљи | 5× 3×      | Хелсингборг арена, Хелсингборг Гледалаца: 1.375 Судије: Кијаускате, Жалине (ЛТУ) |

| 9. децембар 2016. 18:30 | Хрватска  | 26:31   | Румунија | Хелсингборг арена, Хелсингборг Гледалаца: 2.435 Судије: Куртагић, Ветервик (ШВЕ) |
| 9. децембар 2016. 18:30 | Пенезић 8 | (13:15) | Неагу 10 | Хелсингборг арена, Хелсингборг Гледалаца: 2.435 Судије: Куртагић, Ветервик (ШВЕ) |
| 9. децембар 2016. 18:30 | 5× 2×     | Детаљи  | 7× 4×    | Хелсингборг арена, Хелсингборг Гледалаца: 2.435 Судије: Куртагић, Ветервик (ШВЕ) |

| 9. децембар 2016. 20:45 | Норвешка             | 23:21   | Русија                        | Хелсингборг арена, Хелсингборг Гледалаца: 2.493 Судије: Бруновски, Чанда (СВК) |
| 9. децембар 2016. 20:45 | Кристијансен, Мерк 5 | (11:11) | Димитријева, Сен, Вјахирева 3 | Хелсингборг арена, Хелсингборг Гледалаца: 2.493 Судије: Бруновски, Чанда (СВК) |
| 9. децембар 2016. 20:45 | 3× 2×                | Детаљи  | 3× 2×                         | Хелсингборг арена, Хелсингборг Гледалаца: 2.493 Судије: Бруновски, Чанда (СВК) |

|    | Репрезентација | Ут. | Поб. | Н. | Пор. | Пос. | При. | Гр. | Бод. |
| -- | -------------- | --- | ---- | -- | ---- | ---- | ---- | --- | ---- |
| 1. | Норвешка       | 3   | 0    | 0  | 80   | 58   | +22  | 6   |      |
| 2. | Румунија       | 3   | 2    | 0  | 1    | 74   | 66   | +8  | 4    |
| 3. | Русија         | 3   | 1    | 0  | 2    | 70   | 71   | -1  | 2    |
| 4. | Хрватска       | 3   | 0    | 0  | 3    | 68   | 97   | -29 | 0    |

## Други круг
- По двије најбоље репрезентације из сваке групе ће се пласирати у полуфинале, док ће трећепласиране играти утакмицу за 5. мјесто.

|  | Репрезентација се пласирала у полуфианле                                  |
|  | Репрезентација се пласирала у борбу за 5. мјесто                          |
|  | Репрезентација има могућност да се бори за 5. мјесто, али не боље од тога |
|  | Репрезентација је елиминисана са даљег тока првенства.                    |

### Група 1 (Гетеборг)
| 10. децембар 2016. 16:15 | Србија      | 19:26   | Немачка           | Скандинавијум, Гетеборг Гледалаца: 4.212 Судије: Хорват, Мартон (МАЂ) |
| 10. децембар 2016. 16:15 | Георгијев 7 | (10:!4) | Хубер, Хубингер 4 | Скандинавијум, Гетеборг Гледалаца: 4.212 Судије: Хорват, Мартон (МАЂ) |
| 10. децембар 2016. 16:15 | 6× 3×       | Детаљи  | 9× 2×             | Скандинавијум, Гетеборг Гледалаца: 4.212 Судије: Хорват, Мартон (МАЂ) |

| 10. децембар 2016. 18:30 | Шведска  | 30:33   | Холандија | Скандинавијум, Гетеборг Гледалаца: 6.102 Судије: Јуриновић, Мрвица (ХРВ) |
| 10. децембар 2016. 18:30 | Гулден 8 | (13:14) | Грот 7    | Скандинавијум, Гетеборг Гледалаца: 6.102 Судије: Јуриновић, Мрвица (ХРВ) |
| 10. децембар 2016. 18:30 | 4× 2×    | Детаљи  | 6× 3× 1×  | Скандинавијум, Гетеборг Гледалаца: 6.102 Судије: Јуриновић, Мрвица (ХРВ) |

| 10. децембар 2016. 20:45 | Шпанија | 22:23   | Француска | Скандинавијум, Гетеборг Гледалаца: 3.702 Судије: Христијансен, Хансен (ДАН) |
| 10. децембар 2016. 20:45 | Пена 5  | (14:10) | Пино 9    | Скандинавијум, Гетеборг Гледалаца: 3.702 Судије: Христијансен, Хансен (ДАН) |
| 10. децембар 2016. 20:45 | 6× 4×   | Детаљи  | 2×        | Скандинавијум, Гетеборг Гледалаца: 3.702 Судије: Христијансен, Хансен (ДАН) |

| 12. децембар 2016. 16:15 | Шпанија | 20:20  | Немачка    | Скандинавијум, Гетеборг Гледалаца: 1.697 Судије: Арцен, Рен (НОР) |
| 12. децембар 2016. 16:15 | Пена 7  | (12:9) | Хубингер 5 | Скандинавијум, Гетеборг Гледалаца: 1.697 Судије: Арцен, Рен (НОР) |
| 12. децембар 2016. 16:15 | 2× 3×   | Детаљи | 3× 4×      | Скандинавијум, Гетеборг Гледалаца: 1.697 Судије: Арцен, Рен (НОР) |

| 12. децембар 2016. 18;30 | Србија        | 27:35   | Холандија     | Скандинавијум, Гетеборг Гледалаца: 3.663 Судије: Флореску, Стоја (РУМ) |
| 12. децембар 2016. 18;30 | Стојиљковић 8 | (12:17) | Брох, Абинх 6 | Скандинавијум, Гетеборг Гледалаца: 3.663 Судије: Флореску, Стоја (РУМ) |
| 12. децембар 2016. 18;30 | 2× 3×         | Детаљи  | 4× 2×         | Скандинавијум, Гетеборг Гледалаца: 3.663 Судије: Флореску, Стоја (РУМ) |

| 12. децембар 2016. 20:45 | Шведска   | 19:21   | Француска   | Скандинавијум, Гетеборг Гледалаца: 5.279 Судије: Алпаидзе, Березкина (РУС) |
| 12. децембар 2016. 20:45 | Робертс 5 | (10:12) | Нзе Минко 6 | Скандинавијум, Гетеборг Гледалаца: 5.279 Судије: Алпаидзе, Березкина (РУС) |
| 12. децембар 2016. 20:45 | 2× 3×     | Детаљи  | 4× 3× 1×    | Скандинавијум, Гетеборг Гледалаца: 5.279 Судије: Алпаидзе, Березкина (РУС) |

| 14. децембар 2016. 16:15 | Шпанија  | 24:29   | Холандија | Скандинавијум, Гетеборг Гледалаца: 1.896 Судије: Хорват, Мартон (МАЂ) |
| 14. децембар 2016. 16:15 | Мартин 6 | (13:15) | Полман 10 | Скандинавијум, Гетеборг Гледалаца: 1.896 Судије: Хорват, Мартон (МАЂ) |
| 14. децембар 2016. 16:15 | 4× 3×    | Детаљи  | 4× 2×     | Скандинавијум, Гетеборг Гледалаца: 1.896 Судије: Хорват, Мартон (МАЂ) |

| 14. децембар 2016. 18:30 | Шведска       | 22:28  | Немачка | Скандинавијум, Гетеборг Гледалаца: 5.031 Судије: Бруновски, Чанда (СВК) |
| 14. децембар 2016. 18:30 | Хагман, Алм 4 | (9:12) | Белк 5  | Скандинавијум, Гетеборг Гледалаца: 5.031 Судије: Бруновски, Чанда (СВК) |
| 14. децембар 2016. 18:30 | 3× 1×         | Детаљи | 2×      | Скандинавијум, Гетеборг Гледалаца: 5.031 Судије: Бруновски, Чанда (СВК) |

| 14. децембар 2016. 20:45 | Србија        | 21:28   | Француска          | Скандинавијум, Гетеборг Гледалаца: 2.243 Судије: Христијансен, Хансен (ДАН) |
| 14. децембар 2016. 20:45 | Стојиљковић 6 | (12:15) | Нзе Минко, Еглон 6 | Скандинавијум, Гетеборг Гледалаца: 2.243 Судије: Христијансен, Хансен (ДАН) |
| 14. децембар 2016. 20:45 | 3×            | Детаљи  | 3× 2×              | Скандинавијум, Гетеборг Гледалаца: 2.243 Судије: Христијансен, Хансен (ДАН) |

|    | Репрезентација | Ут. | Поб. | Н. | Пор. | Пос. | При. | Гр. | Бод. |
| -- | -------------- | --- | ---- | -- | ---- | ---- | ---- | --- | ---- |
| 1. | Холандија      | 5   | 4    | 0  | 1    | 142  | 128  | +14 | 8    |
| 2. | Француска      | 5   | 4    | 0  | 1    | 55   | 53   | +11 | 8    |
| 3. | Немачка        | 5   | 3    | 1  | 1    | 124  | 110  | +14 | 7    |
| 4. | Шведска        | 5   | 1    | 1  | 3    | 126  | 131  | -5  | 3    |
| 5. | Србија         | 5   | 1    | 1  | 3    | 122  | 142  | -20 | 3    |
| 6. | Шпанија        | 5   | 0    | 1  | 4    | 108  | 122  | -14 | 1    |

### Група 2 (Хелсингборг)
| 11. децембар 2016. 16:15 | Чешка     | 24:26   | Русија | Хелсингборг арена, Хелсингборг Гледалаца: 1.021 Судије: Брехмер, Сковронек (ПОЉ) |
| 11. децембар 2016. 16:15 | Ручкова 5 | (12:14) | Сен 4  | Хелсингборг арена, Хелсингборг Гледалаца: 1.021 Судије: Брехмер, Сковронек (ПОЉ) |
| 11. децембар 2016. 16:15 | 2×        | Детаљи  | 1× 3×  | Хелсингборг арена, Хелсингборг Гледалаца: 1.021 Судије: Брехмер, Сковронек (ПОЉ) |

| 11. децембар 2016. 18:30 | Мађарска                          | 21:29  | Румунија | Хелсингборг арена, Хелсингборг Гледалаца: 2.236 Судије: Бруновски, Чанда (СВК) |
| 11. децембар 2016. 18:30 | Трисчук, Горбиц, Кливини, Ковач 3 | (9:15) | Неагу 10 | Хелсингборг арена, Хелсингборг Гледалаца: 2.236 Судије: Бруновски, Чанда (СВК) |
| 11. децембар 2016. 18:30 | 3×                                | Детаљи | 3×       | Хелсингборг арена, Хелсингборг Гледалаца: 2.236 Судије: Бруновски, Чанда (СВК) |

| 11. децембар 2016. 20:45 | Данска                    | 20:22  | Норвешка | Хелсингборг арена, Хелсингборг Гледалаца: 2.553 Судије: Марин, Гарсија (ШПА) br />Други круг група 2 |
| 11. децембар 2016. 20:45 | Фикер, Транборг, Јансен 4 | (9:!4) | Мерк 5   | Хелсингборг арена, Хелсингборг Гледалаца: 2.553 Судије: Марин, Гарсија (ШПА) br />Други круг група 2 |
| 11. децембар 2016. 20:45 | 3× 2×                     | Детаљи | 3× 2×    | Хелсингборг арена, Хелсингборг Гледалаца: 2.553 Судије: Марин, Гарсија (ШПА) br />Други круг група 2 |

| 13. децембар 2016. 16:15 | Чешка      | 28:30   | Румунија | Хелсингборг арена, Хелсингборг Гледалаца: 773 Судије: Кијаускате, Жалине (ЛТВ) |
| 13. децембар 2016. 16:15 | Лузумова 7 | (14:17) | Неагу 10 | Хелсингборг арена, Хелсингборг Гледалаца: 773 Судије: Кијаускате, Жалине (ЛТВ) |
| 13. децембар 2016. 16:15 | 5× 4×      | Детаљи  | 4× 3×    | Хелсингборг арена, Хелсингборг Гледалаца: 773 Судије: Кијаускате, Жалине (ЛТВ) |

| 13. децембар 2016. 18:30 | Мађарска        | 23:24  | Норвешка | Хелсингборг арена, Хелсингборг Гледалаца: 1.402 Судије: Јуриновић, Мрвица (ХРВ) |
| 13. децембар 2016. 18:30 | Горбич, Ковач 5 | (9:11) | Мерк 6   | Хелсингборг арена, Хелсингборг Гледалаца: 1.402 Судије: Јуриновић, Мрвица (ХРВ) |
| 13. децембар 2016. 18:30 | 3× 2×           | Детаљи | 3×       | Хелсингборг арена, Хелсингборг Гледалаца: 1.402 Судије: Јуриновић, Мрвица (ХРВ) |

| 13. децембар 2016. 20:45 | Данска      | 26:26   | Русија     | Хелсингборг арена, Хелсингборг Гледалаца: 1.672 Судије: Антић, Јаковљевић (СРБ) |
| 13. децембар 2016. 20:45 | Јергенсен 7 | (13:11) | Судакова 6 | Хелсингборг арена, Хелсингборг Гледалаца: 1.672 Судије: Антић, Јаковљевић (СРБ) |
| 13. децембар 2016. 20:45 | 4× 3×       | Детаљи  | 4×         | Хелсингборг арена, Хелсингборг Гледалаца: 1.672 Судије: Антић, Јаковљевић (СРБ) |

| 14. децембар 2016. 16:15 | Мађарска | 26:26   | Русија        | Хелсингборг арена, Хелсингборг Гледалаца: 732 Судије: Куртагић, Ветервик (ШВЕ) |
| 14. децембар 2016. 16:15 | Ковач 6  | (14:13) | Дмитријевна 7 | Хелсингборг арена, Хелсингборг Гледалаца: 732 Судије: Куртагић, Ветервик (ШВЕ) |
| 14. децембар 2016. 16:15 | 4× 3×    | Детаљи  | 5× 2× 1×      | Хелсингборг арена, Хелсингборг Гледалаца: 732 Судије: Куртагић, Ветервик (ШВЕ) |

| 14. децембар 2016. 18:30 | Данска   | 21:17   | Румунија  | Хелсингборг арена, Хелсингборг Гледалаца: 1.582 Судије: Марин, Гарсија (ШПА) |
| 14. децембар 2016. 18:30 | Хансен 9 | (12:10) | Бучески 4 | Хелсингборг арена, Хелсингборг Гледалаца: 1.582 Судије: Марин, Гарсија (ШПА) |
| 14. децембар 2016. 18:30 | 7× 3× 1× | Детаљи  | 3×        | Хелсингборг арена, Хелсингборг Гледалаца: 1.582 Судије: Марин, Гарсија (ШПА) |

| 14. децембар 2016. 20:45 | Чешка     | 24:35   | Норвешка | Хелсингборг арена, Хелсингборг Гледалаца: 853 Судије: Брехмер, Сковронек (ПОЉ) |
| 14. децембар 2016. 20:45 | Хрбкова 7 | (17:18) | Мерк 6   | Хелсингборг арена, Хелсингборг Гледалаца: 853 Судије: Брехмер, Сковронек (ПОЉ) |
| 14. децембар 2016. 20:45 | 1× 2×     | Детаљи  | 1× 3×    | Хелсингборг арена, Хелсингборг Гледалаца: 853 Судије: Брехмер, Сковронек (ПОЉ) |

|    | Репрезентација | Ут. | Поб. | Н. | Пор. | Пос. | При. | Гр. | Бод. |
| -- | -------------- | --- | ---- | -- | ---- | ---- | ---- | --- | ---- |
| 1. | Норвешка       | 5   | 5    | 0  | 0    | 127  | 109  | +18 | 10   |
| 2. | Данска         | 5   | 3    | 1  | 1    | 123  | 113  | +10 | 7    |
| 3. | Румунија       | 5   | 3    | 0  | 2    | 119  | 110  | +9  | 6    |
| 4. | Русија         | 5   | 1    | 2  | 2    | 116  | 121  | -5  | 4    |
| 5. | Чешка          | 5   | 1    | 0  | 4    | 132  | 146  | -14 | 2    |
| 6. | Мађарска       | 5   | 0    | 1  | 4    | 111  | 129  | -18 | 1    |

## Завршни круг
- Сва времена су по средњоевропском времену

|  | Полуфинале   | Полуфинале |              |    | Финале | Финале |
|  |              |            |              |    |        |        |
|  | 16. децембар |            |              |    |        |        |
|  |              |            |              |    |        |        |
|  | Холандија    | 26         |              |    |        |        |
|  | Холандија    | 26         | 18. децембар |    |        |        |
|  | Данска       | 22         |              |    |        |        |
|  | Данска       | 22         | Холандија    | 29 |        |        |
|  | 16. децембар |            | Холандија    | 29 |        |        |
|  |              | Норвешка   | 30           |    |        |        |
|  | Француска    | Норвешка   | 30           | 16 |        |        |
|  | Француска    |            |              | 16 |        |        |
|  | Норвешка     | 20         |              |    |        |        |
|  | Норвешка     | 20         | За 3. место  |    |        |        |
|  |              |            |              |    |        |        |
|  | 18. децембар |            |              |    |        |        |
|  |              |            |              |    |        |        |
|  | Данска       | 22         |              |    |        |        |
|  | Данска       | 22         |              |    |        |        |
|  | Француска    | 25         |              |    |        |        |

### Полуфинале
| 16. децембар 2016. 18:15 | Холандија | 26:22   | Данска      | Скандинавијум, Гетеборг Гледалаца: 9.853 Судије: Бруновски, Чанда (СВК) |
| 16. децембар 2016. 18:15 | Полман 7  | (13:13) | Јергенсен 6 | Скандинавијум, Гетеборг Гледалаца: 9.853 Судије: Бруновски, Чанда (СВК) |
| 16. децембар 2016. 18:15 | 2×        | Детаљи  | 3×          | Скандинавијум, Гетеборг Гледалаца: 9.853 Судије: Бруновски, Чанда (СВК) |

| 16. децембар 2016. 20:45 | Француска  | 16:20  | Норвешка | Скандинавијум, Гетеборг Гледалаца: 9.908 Судије: Јуриновић, Мрвица (ХРВ) |
| 16. децембар 2016. 20:45 | Лакрабер 6 | (9:11) | Мерк 7   | Скандинавијум, Гетеборг Гледалаца: 9.908 Судије: Јуриновић, Мрвица (ХРВ) |
| 16. децембар 2016. 20:45 | 1× 2×      | Детаљи | 4× 3×    | Скандинавијум, Гетеборг Гледалаца: 9.908 Судије: Јуриновић, Мрвица (ХРВ) |

### Утакмица за 5. мјесто
| 16. децембар 2016. 15:45 | Немачка | 22:23   | Румунија | Скандинавијум, Гетеборг Гледалаца: 2.210 Судије: Арнцен, Рен (НОР) |
| 16. децембар 2016. 15:45 | Хубер 5 | (11:11) | Замфир 6 | Скандинавијум, Гетеборг Гледалаца: 2.210 Судије: Арнцен, Рен (НОР) |
| 16. децембар 2016. 15:45 | 2× 3×   | Детаљи  | 2×       | Скандинавијум, Гетеборг Гледалаца: 2.210 Судије: Арнцен, Рен (НОР) |

### Утакмица за 3. мјесто
| 18. децембар 2016. 15:30 | Данска      | 22:25  | Француска   | Скандинавијум, Гетеборг Гледалаца: 8.391 Судије: Флореску, Стоја (Рум) |
| 18. децембар 2016. 15:30 | Јергенсен 6 | (9:14) | Нзе Минко 5 | Скандинавијум, Гетеборг Гледалаца: 8.391 Судије: Флореску, Стоја (Рум) |
| 18. децембар 2016. 15:30 | 4× 2× 1×    | Детаљи | 3× 2×       | Скандинавијум, Гетеборг Гледалаца: 8.391 Судије: Флореску, Стоја (Рум) |

### Финале
| 18. децембар 2016. 18:00 | Холандија | 29:30   | Норвешка | Скандинавијум, Гетеборг Гледалаца: 11.037 Судије: Алпаидзе, Березкина (РУС) |
| 18. децембар 2016. 18:00 | Снелдер 6 | (15:15) | Мерк 12  | Скандинавијум, Гетеборг Гледалаца: 11.037 Судије: Алпаидзе, Березкина (РУС) |
| 18. децембар 2016. 18:00 | 2× 3×     | Детаљи  | 2×       | Скандинавијум, Гетеборг Гледалаца: 11.037 Судије: Алпаидзе, Березкина (РУС) |

## Коначне позиције и статистика
|  | Квалификовале се за светско првенство 2017. |

| Rank | Team      |
| ---- | --------- |
|      | Норвешка  |
|      | Холандија |
|      | Француска |
| 4    | Данска    |
| 5    | Румунија  |
| 6    | Немачка   |
| 7    | Русија    |
| 8    | Шведска   |
| 9    | Србија    |
| 10   | Чешка     |
| 11   | Шпанија   |
| 12   | Мађарска  |
| 13   | Црна Гора |
| 14   | Словенија |
| 15   | Пољска    |
| 16   | Хрватска  |

| Позиција                    | Играчица                   |
| --------------------------- | -------------------------- |
| Голман                      | Сандра Тофт Галсгард (ДАН) |
| Лијево крило                | Камила Херем (НОР)         |
| Лијеви бек                  | Кристина Неагу (РУМ)       |
| Централни бек               | Нејке Грот (ХОЛ)           |
| Десни бек                   | Нора Мерк (НОР)            |
| Десно крило                 | Кармен Мартин (ШПА)        |
| Пивот                       | Ивет Брох (ХОЛ)            |
| Најбоља одбрамбена играчица | Беатрис Едвиг (ФРА)        |
| Најкориснија играчица - МВП | Нејке Грот (ХОЛ)           |

| Позиција | Име                 | Тим       | Број голова | Број шутева | %  |
| -------- | ------------------- | --------- | ----------- | ----------- | -- |
| 1        | Нора Мерк           | Норвешка  | 53          | 95          | 56 |
| 2        | Стине Јергенсен     | Данска    | 47          | 81          | 58 |
| 3        | Кристина Неагу      | Румунија  | 46          | 89          | 52 |
| 4        | Еставана Полман     | Холандија | 39          | 68          | 57 |
| 5        | Свења Хубер         | Немачка   | 35          | 58          | 60 |
| 5        | Нејке Грот          | Холандија | 35          | 53          | 66 |
| 5        | Естел Нзе Минко     | Француска | 35          | 59          | 59 |
| 8        | Изабел Гулден       | Шведска   | 31          | 58          | 53 |
| 8        | Александра Лакрабер | Француска | 31          | 59          | 53 |
| 10       | Михаела Хрбкова     | Чешка     | 30          | 56          | 54 |

| Позиција | Име                  | Тим       | %  | Број одбрана | Укупно упућених шутева |
| -------- | -------------------- | --------- | -- | ------------ | ---------------------- |
| 1        | Викторија Калинина   | Русија    | 41 | 39           | 96                     |
| 1        | Сиље Солберг         | Норвешка  | 41 | 68           | 164                    |
| 3        | Аманден Лено         | Француска | 40 | 41           | 102                    |
| 4        | Лаура Глозер         | Француска | 39 | 66           | 169                    |
| 4        | Силвија Наваро       | Шпанија   | 39 | 64           | 164                    |
| 6        | Дениса Деду          | Румунија  | 38 | 56           | 146                    |
| 7        | Сандра Тофт Галсгард | Данска    | 35 | 85           | 244                    |
| 7        | Кари Алвик Гримсбе   | Норвешка  | 35 | 39           | 113                    |
| 7        | Клара Волтеринг      | Немачка   | 35 | 76           | 217                    |
| 10       | Јохана Бундсен       | Шведска   | 34 | 47           | 138                    |
| 10       | Тес Вестер           | Холандија | 34 | 95           | 281                    |